# 러브, 로지
《러브, 로지》(영어: Love, Rosie)는 2014년 개봉한 영국, 독일의 로맨틱 코미디 드라마 영화로, 세실리아 어헌의 소설이 원작이다. 크리스티안 디터가 감독했고, 릴리 콜린스와 샘 클래플린이 주인공 로지와 앨릭스 역을 연기했다.

## 출연진
- 릴리 콜린스 - 로지 던 역
  - 보 로즈 개럿 - 6살 로지 역
- 샘 클래플린 - 앨릭스 스튜어트 역
- 탬신 에저턴 - 샐리 역
- 수키 워터하우스 - 베서니 윌리엄스 역
- 제이미 윈스턴 - 루비 역
- 크리스천 쿡 - 그레그 역
- 릴리 레이트 - 케이티 던 역
  - 로사 멀로이 - 5살 케이티 역
- 매슈 딜런 - 12살 토비 역
  - 에런 킨셀라 - 5살 토비 역
- 닉 리 - 허브 역
- 닉 하딘 - 조 아메리칸 역
- 제이미 비미시 - 필 역
- 아트 파킨슨 - 게리 던 역
- 제어 라이언 - 앨리스 던 역
- 매리언 오드와이어 - 케이시 부인 역
- 제이크 맨리 - 앨릭스의 친구 1 역
- 조너선 화이트 - 심프슨 씨 역
- 키어런 맥글린 - 딕 역